# Une nation en marche

Une nation en marche (Wells Fargo) est un film américain en noir et blanc réalisé par Frank Lloyd, sorti en 1937. 
Le film relate l'histoire de la compagnie de diligences "Wells Fargo", de sa création et de son expansion à travers les États-Unis, à l'époque de la conquête de l'Ouest et de la guerre de Sécession.

## Synopsis
Un transporteur de courrier yankee tombe dans une embuscade tendue par des Sudistes.

## Fiche technique
- Titre : Une nation en marche
- Titre original : Wells Fargo
- Réalisateur et producteur : Frank Lloyd
- Scénario : Paul Schofield (en), Gerald Geraghty et Frederick J. Jackson (en)
- Musique : Victor Young
- Direction artistique : Hans Dreier, John Goodman
- Costumes : Edith Head
- Mixage de son : Loren L. Ryder
- Effets spéciaux : Gordon Jennings
- Directeur de la photographie : Theodore Sparkuhl
- Montage : Hugh Bennett
- Producteur associé : Howard Estabrook
- Producteur exécutif : William LeBaron
- Société de production et de distribution : Paramount Pictures
- Pays de production :  États-Unis
- Langue originale : anglais américain
- Format : noir et blanc — 35 mm — 1,37:1 — son : mono (Western Electric Mirrophonic Recording)
- Durée : 115 minutes
- Genre : western
- Dates de sortie : 
  - États-Unis : 30 décembre 1937
  - France : 18 mai 1938
- Affiche : Boris Grinsson (France)

## Distribution
- Joel McCrea : Ramsay MacKay
- Bob Burns : Hank York
- Frances Dee : Justine Pryor MacKay
- Lloyd Nolan : Dal Slade
- Henry O'Neill : Henry Wells
- Mary Nash : Mme Pryor
- Stanley Fields : Abe, le prospecteur
- Johnny Mack Brown : Talbot Carter (crédité John Mack Brown)
- Clarence Kolb : John Butterfield
- Frank Conroy : Ward, banquier
- Granville Bates : Bradford, banquier
- Frank McGlynn Sr. : Abraham Lincoln

Acteurs non crédités
- Frank Austin : le prospecteur édenté
- Ed Brady : un prospecteur
- Lane Chandler : Tom, un messager
- Ethel Clayton : une pionnière
- Edward Earle : M. Padden
- Fern Emmett : Mme Jenkins
- Willie Fung : Wang, serviteur de MacKay
- Monte Montague : un prospecteur
- Harry Woods : un chronométreur

## Autour du film
Le tournage débuta le 15 juillet 1937.

## Distinction
- Nommé à l’Oscar du meilleur mixage de son pour Loren L. Ryder